# 若林哲哉
若林 哲哉（わかばやし てつや、 1998年 - ）は、日本の俳人。

## 経歴
静岡県浜松市に生まれる。幼少期に石川県金沢市へ移住してから、大学卒業までを過ごす。石川県立金沢錦丘高等学校の在学中に俳句を始め、2016年に「萌」入会、三田きえ子、伊藤康江に師事。その後、「萌」を退会し、2019年に「南風」入会、村上鞆彦に師事。2019年、第9回百年俳句賞最優秀賞、全国大学俳句選手権グランプリ（金沢大学チームとして）。2020年、第12回石田波郷新人賞準賞。2021年、金沢大学学長賞（芸術・スポーツ部門）。
2023年、第14回北斗賞（文學の森主催）。

## 所属
- 南風俳句会（村上鞆彦主宰）
- 俳人協会会員
- 現代俳句協会会員

## 著書
- 『掬ふ』 マルコボ.コム、2020年1月